# Hannes Leidinger

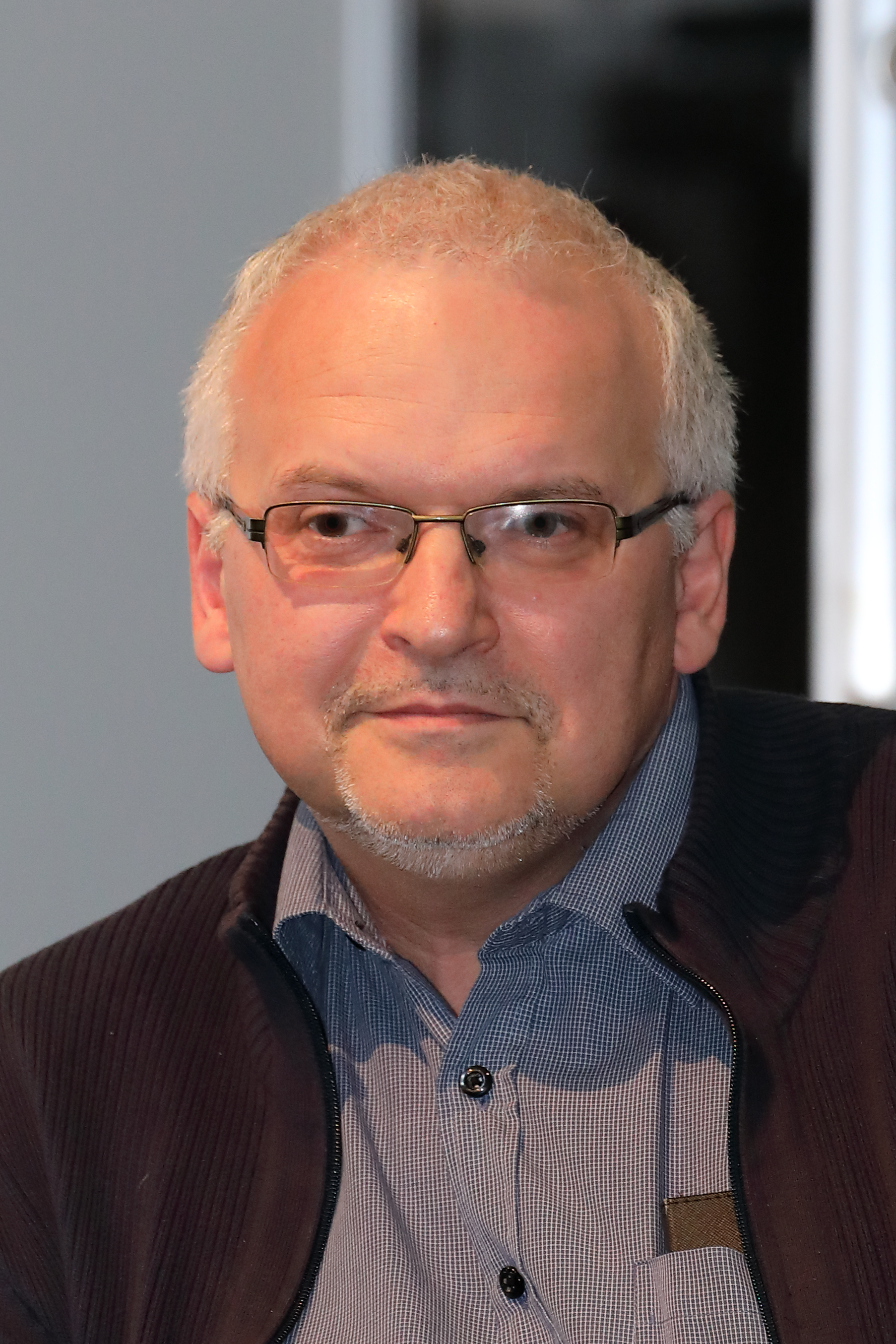
Hannes Leidinger (2018)

Hannes Leidinger (* 7. Februar 1969 in Gmunden) ist ein österreichischer Historiker.

## Leben
Leidinger studierte Geschichte und Ur- und Frühgeschichte an der Universität Wien und ist auch als Dozent dort tätig. Er wurde 2002 am Institut für Zeitgeschichte und Osteuropäische Geschichte promoviert. An der Universität Wien hatte er zweimal Gastprofessuren inne. Er lehrt außerdem an den Universitäten Salzburg, Bern und an der Andrássy-Universität in Budapest. Leidinger habilitierte sich 2011 an der Universität Wien mit einer Arbeit über die Suizidproblematik in Österreich. Er ist Mitglied der österreichischen Militärhistorischen Denkmalkommission. Leidinger lebt in Wien.

## Auszeichnungen
- 2004: Böhlau-Preis der Österreichischen Akademie der Wissenschaften
- 2006: Preis des Theodor Körner Fonds zur Förderung von Wissenschaft und Kunst
- 2013: Wissenschaftsbuch des Jahres in der Kategorie Geistes-, Sozial- und Kulturwissenschaft des Bundesministeriums für Wissenschaft und Forschung und des Verlages Buchkultur

## Schriften (Auswahl)
- mit Verena Moritz: Russisches Wien. Begegnungen aus vier Jahrhunderten. Böhlau, Wien u. a. 2004, ISBN 3-205-77263-6.
- mit Verena Moritz: Zwischen Nutzen und Bedrohung. Die russischen Kriegsgefangenen in Österreich (1914–1921) (= Militärgeschichte und Wehrwissenschaften, Band 7). Bernard & Graefe, Bonn 2005, ISBN 3-7637-6259-0.
- mit Verena Moritz: Sozialismus. Böhlau, Wien u. a. 2008, ISBN 978-3-8252-3013-5.
- mit Verena Moritz: Die Republik Österreich 1918/2008. Überblick, Zwischenbilanz, Neubewertung. Deuticke, Wien 2008, ISBN 978-3-552-06087-6.
- mit Verena Moritz: Die Nacht des Kirpitschnikow. Eine andere Geschichte des Ersten Weltkriegs. Deutscher Taschenbuch Verlag, München 2008, ISBN 978-3-423-34513-2.
- mit Verena Moritz, Karin Moser: Streitbare Brüder. Österreich : Deutschland. Kurze Geschichte einer schwierigen Nachbarschaft. Residenz, St. Pölten 2010, ISBN 978-3-7017-3180-0.
- mit Verena Moritz, Berndt Schippler: Schwarzbuch der Habsburger. Die unrühmliche Geschichte eines Herrscherhauses. Haymon-Taschenbücher, Innsbruck 2010, ISBN 978-3-85218-822-5.
- mit Verena Moritz: Die russische Revolution. Böhlau, Wien u. a. 2011, ISBN 978-3-8252-3490-4.
- mit Verena Moritz: Der Erste Weltkrieg. Böhlau, Wien u. a. 2011, ISBN 978-3-8252-3489-8.
- Die Bedeutung der Selbstauslöschung. Aspekte der Suizidproblematik in Österreich von der Mitte des 19. Jahrhunderts bis zur Zweiten Republik. Studienverlag, Innsbruck-Wien-Bozen 2012, ISBN 978-3-7065-5220-2.
- mit Verena Moritz: Oberst Redl. Der Spionagefall, der Skandal, die Fakten. Residenz Verlag, St. Pölten u. a. 2012, ISBN 978-3-7017-3200-5.
- Trügerischer Glanz. Der Wiener Kongress. Eine andere Geschichte. Haymonverlag, Innsbruck 2015, ISBN 978-3-7099-7064-5.
- Der Untergang der Habsburgermonarchie. Haymonverlag, Innsbruck 2017, ISBN 978-3-7099-7066-9.
- mit Christian Rapp: Hitler. Prägende Jahre. Kindheit und Jugend 1889–1914. Residenz, Salzburg 2020, ISBN 978-3-7017-3500-6.
- mit Verena Moritz: Lenin. Die Biografie. Eine Neubewertung, Residenz, Wien/Salzburg 2023, ISBN 978-3-7017-3390-3.